# Anazarbai Athanasziosz
Anazarbai Athanasziosz (4. század) ókeresztény író.
Arius párthíve volt, Nagy Szent Atanáz egyik legkomolyabb ellenfelének számított. Munkái kivétel nélkül mind elvesztek, pusztán néhány leveléből maradtak fenn töredékek.